# Las Varillas, Mexiko
Las Varillas är en ort i Mexiko.   Den ligger i kommunen Atemajac de Brizuela och delstaten Jalisco, i den centrala delen av landet, 500 km väster om huvudstaden Mexico City. Las Varillas ligger 2 239 meter över havet och antalet invånare är 141.
Terrängen runt Las Varillas är bergig. Runt Las Varillas är det ganska tätbefolkat, med 90 invånare per kvadratkilometer. Närmaste större samhälle är Atemajac de Brizuela, 8,1 km väster om Las Varillas. I omgivningarna runt Las Varillas växer huvudsakligen savannskog.